# Paul Simonis (Fußballtrainer)
Paul Simonis (* 14. Februar 1985 in Leidschendam-Voorburg) ist ein niederländischer Fußballtrainer. Er ist seit Juli 2025 Cheftrainer des VfL Wolfsburg.

## Trainerkarriere
Paul Simonis begann seine Trainerlaufbahn im Alter von 20 Jahren bei den Jugendmannschaften von Sparta Rotterdam, wo er verschiedene Jugendteams trainierte – unter anderem von Juli 2017 bis Juni 2018 die U17- und von Juli 2018 bis Juni 2020 der U19-Mannschaft.
Im Sommer 2020 folgte Simonis Kees van Wonderen und wurde dessen Co-Trainer bei den Go Ahead Eagles, nachdem van Wonderen von Sparta zu diesem Klub gewechselt war. Während der Eredivisie-Saison 2021/22 stand Simonis am 26. Spieltag gegen seinen ehemaligen Klub Sparta Rotterdam erstmals als Trainer an der Seitenlinie, da van Wonderen erkrankt war. In diesem Spiel setzte er auf ein 3-4-3-System und verlor mit 0:1.
Bis Juni 2022 blieb Simonis Co-Trainer bei den Go Ahead Eagles, ehe er im Sommer 2022 die gleiche Funktion beim SC Heerenveen übernahm.
Am 7. Juli 2024 kehrte er zu den Go Ahead Eagles zurück, diesmal als Cheftrainer. Sein erstes Pflichtspiel in dieser Funktion bestritt Simonis am 2. Juli 2024 in der zweiten Qualifikationsrunde der UEFA Conference League gegen den norwegischen Klub Brann Bergen, das 0:0 endete. In diesem Spiel setzte er erstmals auf eine defensive 4-3-3-Formation.
In seiner Debütsaison als Cheftrainer führte Paul Simonis die Go Ahead Eagles zum Sieg im KNVB-Pokal 2024/25, nachdem man im Finale AZ Alkmaar im Elfmeterschießen bezwungen hatte. In der Eredivisie belegte das Team den siebten Platz. Simonis stand bei den Go Ahead Eagles zuletzt bis zum 30. Juni 2027 unter Vertrag.
Zur Saison 2025/26 übernahm Simonis den Bundesligisten VfL Wolfsburg. Er unterschrieb einen Vertrag bis zum 30. Juni 2027.

## Titel
- Niederländischer Pokalsieger: 2025 (Go Ahead Eagles)

## Wissenswertes
- Paul Simonis war als Trainer der Go Ahead Eagles in der niederländischen Fernsehserie Eva in der Folge Extra uitzending: De val van het kabinet (Staffel 2, Folge 77) zu sehen.[5]